# Hani Kuraun
Hani Kuraun (羽仁倉雲 Kuraun Hani?) es un ilustrador japonés de manga y dōjinshi, quién nace en Japón, donde reside actualmente. Entre sus obras más destacadas está la serie de manga, Kyōkai Senjō no Horizon, basada en las novelas ligeras de Kawakami Minoru (川上 稔?) que llevan el mismo nombre.

## Obras
| Título                                  | Autor           | Año  | Género(s)                                               |
| --------------------------------------- | --------------- | ---- | ------------------------------------------------------- |
| Kyōkaisen-jō no Horako-san              | Kawakami Minoru | 2011 | Shonen, fantasía, ciencia ficción, recuentos de la vida |
| Kyōkaisen-jō no Horako-san: Shucchouban | Kawakami Minoru | 2012 | Acción, comedia, ciencia ficción, seinen                |
| Only Sense Online                       | Takenaka Hideo  | 2015 | Comedia, fantasía, transgénero                          |